# Eugenio Astol
Eugenio Astol Busatti (Caguas, 1868-Santurce, 1948) fue un escritor puertorriqueño.

## Biografía
Nacido en 1868 en Caguas, fue orador, poeta y prosista. Era hijo de Eugenio Astol Figueras y de una hija de Stefano Busatti. La obra Historia de Puerto Rico dice que «da una nota filosófico-mística, que nadie más cultiva en las Antillas». Entre sus obras se encontraron títulos como Cuentos y fantasías y Tres banderas. Fue autor de poesías como «Armería ideal», «Tebaida lírica» y «Sonata simbólica». Según la obra Historia de Puerto Rico era «uno de los pocos escritores en castellano que ha sabido cultivar la literatura de la niñez con originalidad y buen éxito». Falleció en 1948 en Santurce.